# سفتارولین فوسامیل
سفتارولین فوسامیل (به انگلیسی: Ceftaroline fosamil) (INN)، با نام تجاری Teflaro در ایالات متحده آمریکا و Zinforo در اروپا، یک آنتی‌بیوتیک سفالوسپورینی است. این ماده در برابر استافیلوکوک اورئوس مقاوم به متی‌سیلین (MRSA) و سایر باکتری‌های گرم مثبت فعال است. 
این دارو در سال ۲۰۱۹ از فهرست داروهای ضروری سازمان بهداشت جهانی حذف شد.

## عوارض جانبی
در کمتر از ۵٪ افرادی که سفتارولین دریافت می کنند، عارضه جانبی مشاهده می شود. شایعترین عارضه جانبی (در بیش از ۲٪ افرادی که سفتارولین را در کارآزمایی بالینی مرحله III دریافت کرده اند) عبارت است از: 
- اسهال
- حالت تهوع
- راش پوستی